# Lütke Namensen
Lütke Namensen (1497 i Nordfrisland – 31. december 1574 i Flensborg) var en dansk teolog og franciskanermunk. Hans latiniserede navn er Ludolphus Naamani. 
Namensen blev født i en by i nærheden af Husum. Da han var barn flyttede Namensens forældre Naamen og Phalech Jensen til Flensborg, hvor hans far var blevet rådsherre. De boede ved Søndertorv tæt ved byens franciskanerkloster. Namensen valgte også at blive munk og indtrådte i franciskanerordenen (gråbrødre). Han blev en tid vikar i byens Sankt Nikolaj Kirke og fra 1526 til 1528 læste han teologi ved Sorbonne i Paris. Siden levede han som munk i Flensborg.
Da franciskanere som følge af reformationen i 1536 blev fordrevet fra byen, flygtede han til Ribe. Men da også Ribe kloster året efter blev lukket, gik han til Nysted, hvor de grå munke havde med Nysteds franciskanerkloster deres sidste tilflugtssted i Danmark. Men også her blev munkene fordrevet i 1538. Namensen drog nu til Schwerin i Tyskland. Efter ordre fra franciskaneres provinsialminister for Danmark skulle han redde så meget som muligt af ordenens danske ejendele.
I 1544 bevirkede hans forældre en kongelig tilladelse for ham til at vende tilbage. Men han måtte afholde sig fra at prædike offentlig eller hemmelig den katolske tro.
Namensen tilbragte de sidste 30 år af sit liv i Flensborg. Den store formue, hans forældre havde efterladt, blev anvendt til oprettelsen af Flensborg lærde Skole på byens forhenværende klosters grund.